# 何東花園
何東花園（英語：Ho Tung Garden），別稱曉覺園，位於香港歌賦山山頂道75號，是一座建於1927年的中式大宅及私人花園，由香港富商何東爵士為平妻張靜容購入改建，設計融入中西建築特色，屬於中國文藝復興風格。張靜容、其子何世禮、孫兒何鴻毅曾先後居住大宅，出售前業主為何東孫女何勉君。
何東花園是香港僅存與何東有直接關連的大宅，加上建築特色及歷史價值，在2010年被列為香港一級歷史建築，其後何勉君堅持拆卸重建，香港特區政府曾一度把何東花園列為暫定古蹟，但限期屆滿後仍未達共識，政府為免負擔巨額訴訟及賠償，最終經行政長官會同行政會議在2012年12月決定放棄將何東花園列為法定古蹟，與業主商討最大程度保留部分建築物。不過最終保育失敗，2014年12月大宅已拆，由重慶富商張松橋以51億元購入，獲批建2幢3層高的巨宅。

## 歷史

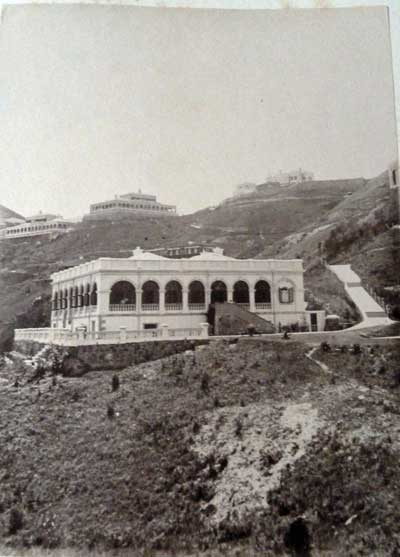
何東花園前身的歐式大宅 The Falls

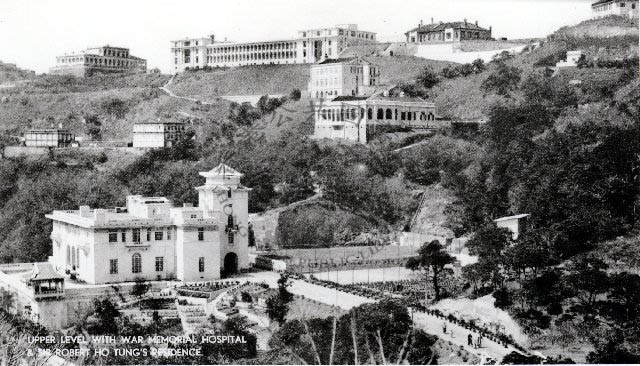
1930年代的何東花園

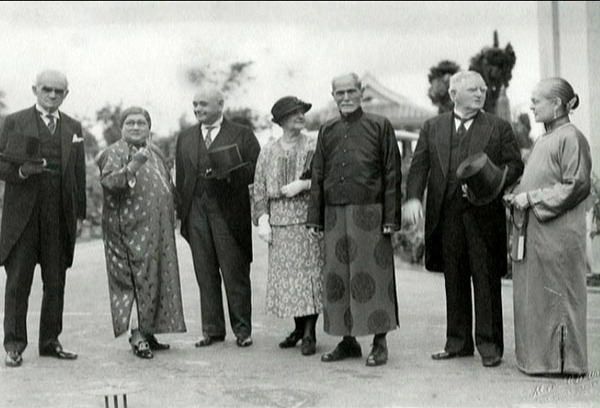
1935年何東爵士與美國副總統約翰·N·加納（右二）在何東花園留影

1923年，香港大賈何東爵士與平妻張靜容以6萬6千元，購入位於香港島太平山山頂道75號的地皮興建住宅，原址為遮打華爾濃經紀行合夥人華爾濃（J.Y.Vernon）擁有，名為The Falls的西式別墅:49-50。大宅由公和洋行設計，原設計包括一個大客廳、13間睡房及家傭睡房的大宅，以及一座用以擺放先人靈位的祖先樓，因後者屬中式建築，當時港英政府原先打算拒絕興建計畫，但未幾發生省港大罷工，令當時政治氣氛有所改變，最終大宅於1925年正式動工，1927年完工:50-51。在殖民地時代初期，山頂區不得興建中式樓宇，亦限制華人在山頂區居住，何東因此成為首位獲港英政府准許在山頂區居住的非歐籍人士。
何東與元配麥秀英居住在西摩道8號紅屋，故The Falls一直被作為平妻張靜容與兒孫聚首，招待私人朋友，以及靜修與講經說道的地方；篤信佛教的張靜容，亦利用何東花園招待僧尼:55。大宅完成後，一直沿用The Falls為名，1938年張靜容去世，何家在大宅內為她舉行葬禮，華洋政商領袖乃至市民大眾紛紛到場致祭:57。同年大宅正式名為何東花園，而何家為紀念張靜容，以何東及她的別名何曉生及張蓮覺中各取一字，命名為曉覺園，並在通往大宅的入口修建中式花崗石碑樓:52:57。

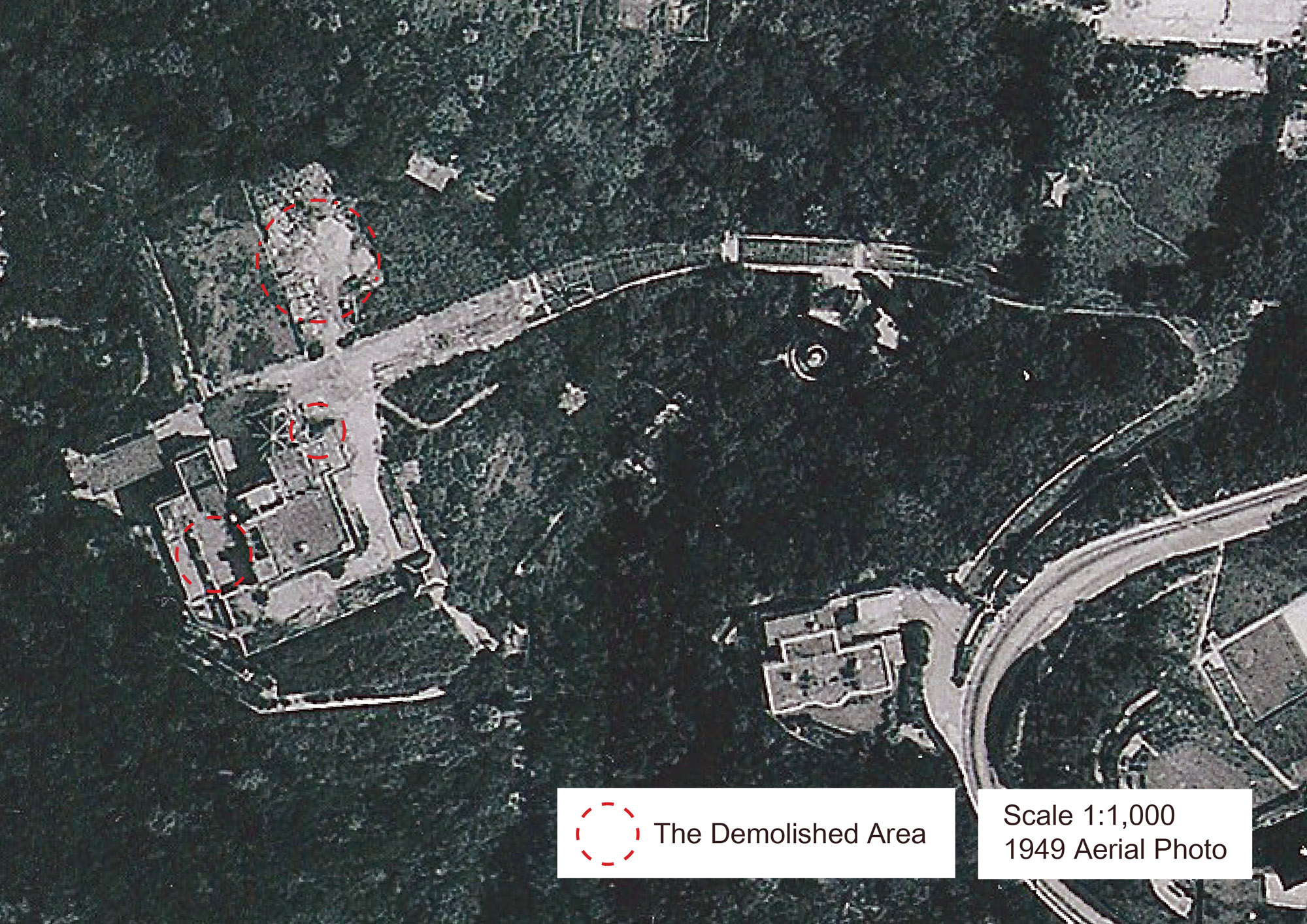
何東花園於1949的俯視圖，可見大宅被戰火損毀的部分

1941年12月，何家子孫為何東與元配麥秀英祝壽，並賀鑽婚:58，但未幾香港保衛戰展開，港英政府徵用何東花園作為西旅後勤物資集散地及信息收發站，經過日本軍隊多次空襲及艦艇轟炸，建築物破爛不堪:53-54。
戰後，何東斥資重修何東花園，但何東家族在戰後適逢巨變，何家多名子女已不住在大宅內，何東只好把大宅拆為6個獨立單位出租。何東在1955年去世後，何東花園傳給何世禮，並收回不出租，作為1962年自中華民國國軍退役返港後的住處，期間不時在大宅款待政商名流，包括前中央銀行行長張嘉璈夫婦、前東北大學代理校長甯恩承、曾任盟軍中國戰區參謀長阿爾伯特·魏德邁夫婦、時任亞洲太平洋商工總會理事長辜振甫夫婦、前行政院院長郝柏村等:59。何世禮1998年在大宅逝世後，由子女何鴻毅及何勉君先後居住:55。

## 建築特色
何東花園大宅的監督興建工作由張靜容負責，她委託了著名劃則師樓「公和洋行」來設計，以融合中國及歐洲的建築風格為特色，被稱為中國文藝復興風格，在20世紀初期在香港和中國流行，何東花園是香港現存歷史最悠久的中國文藝復興建築，甚至比中國內地同類建築更早落成。

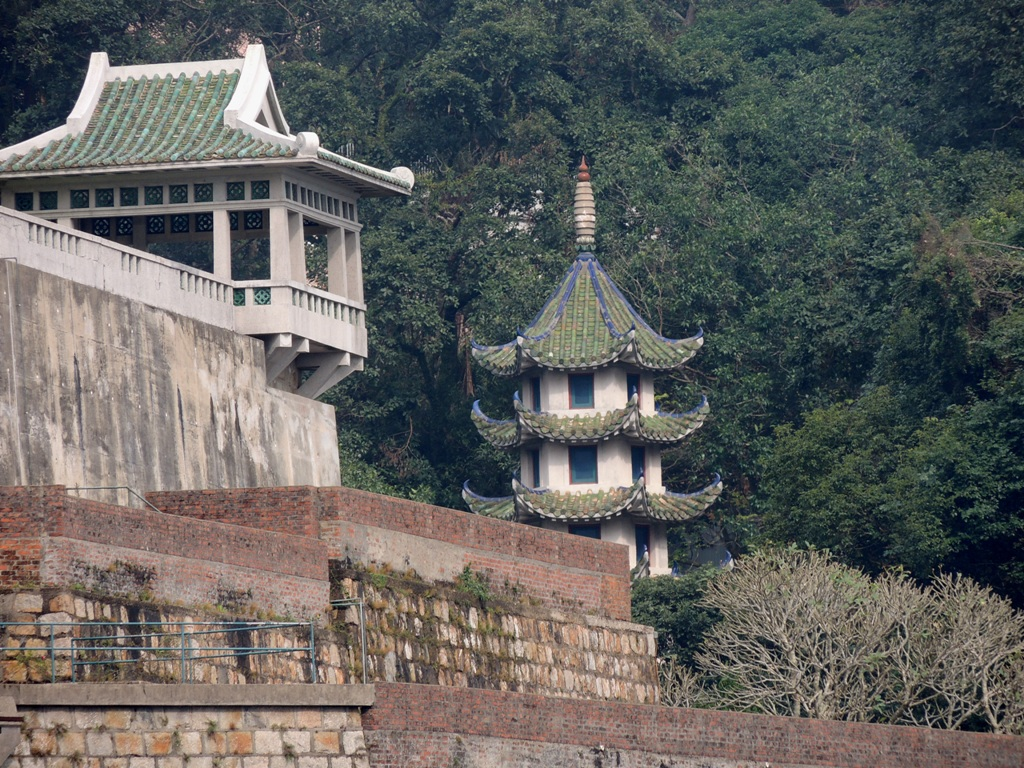
何東花園的中式觀景台及寶塔

何東花園位於山頂道第75號，入口建有一座1938年建成的中式牌樓，刻上英文名稱「Ho Tung Gardens」，其左右兩側分別刻有「行道有福」、「積善餘慶」八字，牌樓的「曉覺園」由時任中華民國國民政府主席林森所題，對聯「來去皆淨土，安隱即名山」則是時任北京大學國學館館長的葉恭綽所題。
沿斜坡下落，即見峽谷中有一座寬廣敞的花園，花園裡有中國風格的綠瓦紅牆亭樓，向左拐有一道西式石拱橋叫寶華橋，得名於《八十八佛寶懺》中「南無虛空寶華光佛」，橋拱則名為善財洞，洞內築有石桌及石椅，刻有「入三摩地」的字句；橋頭豎立著樓高五層的寶塔，塔身用混凝土建造，屋簷鋪設綠色琉璃瓦。塔旁有一尊素白觀音像立於噴水池中，池面浮滿荷葉與蓮花，池身刻有回紋。花園內亦建有一座刻有「覺岸同登」及「西方勝境」的月門，通往嵌有卐字磚塊的中式泳池。
何東花園大宅主樓建於平台之上，平台東南隅築有中式觀景台，大宅則鋪淺灰色石造外牆，座北向南，背山面海，以綠色琉璃瓦覆蓋西式洋房。主樓建有一座模仿意大利鐘樓風格的方形塔，建有拱形門窗及中式瓦頂，風格中西合璧。

## 保育失敗
古物古蹟辦事處在2009年3月19日公布1,444幢建築物的評估結果及建議評級，並展開為期4個月的公眾諮詢。何東花園被建議評級為一級歷史建築，業主何勉君在2010年7月致函古物古蹟辦事處提出異議，理由是何東爵士並不在何東花園居住、該處無舉行過重要家庭活動，而建築物內部曾進行大規模改建等。專家小組考慮業主意見，認為何東花園是現存惟一與何東爵士有直接相關的住宅物業，而中國文藝復興風格的歷史建築物亦屬罕有，故建議古物諮詢委員會評定為一級歷史建築
何勉君計畫把何東花園拆卸，重建為11幢別墅，屋宇署在2010年12月批准了建築圖則和拆卸圖則，同時通報古物古蹟辦事處，因一級歷史建築只屬行政評級，意味建築物不受法例保護，但政府可考慮獲批一級歷史建築名單中，宣布文物價值達到「極高門檻」建築物為法定古蹟，並在這類建築物可能受到拆卸或改動時，把建築物宣布為暫定古蹟。發展局局長林鄭月娥遂於2011年1月25日宣布，把何東花園列為暫定古蹟，並在1月28日正式刊憲，生效期為一年，以換取時間與業主磋商。
何勉君其後向時任行政長官的曾蔭權提出呈請，並向發展局要求撤回暫定古蹟的公布，及批准工程進行。政府則提出換地方案，建議把何東花園周邊的網球場及綠化地帶，合共11,520平方米的土地作交換，但何勉君認為換地的地段發展潛力受到限制，而綠化地帶改變用途須經過城市規劃程序，認為會延誤或遭公眾反對，令地段不能發展，故不接受方案。
古蹟辦其後委託曾任香港大學香港人文社會研究所助理教授（研究）鄭宏泰及該研究所名譽教授黃紹倫，負責為何東花園進行文物價值顧問研究；建築價值顧問研究，則委託港大建築文物保護課程的狄麗玲、李浩然及謝正勤等學者撰寫，再次確認何東花園達到宣布為法定古蹟的極高門檻。2011年10月24日，林鄭月娥宣布啟動把何東花園列為法定古蹟的法律程序，以免暫定古蹟期限屆滿後，何東花園失去法律保護。
然而，何東花園的暫定古蹟期限在2012年1月27日屆滿後，政府與業主仍未就保育方案達成共識，林鄭月娥解釋當局評估後認為大宅不會受到破壞，故願意暫停法定古蹟的程序，爭取與業主磋商，重復一級歷史建築的行政評級。業主何勉君在1月18日更發表公開聲明，強調何東花園既不保持原貌，亦非香港集體回憶一部分，無意透過換地保留，又指委託專業公證人員進行評估，認為工程完成後價值可達70億元，質疑何東花園被列作法定古蹟將嚴重限制用途，造成沉重的損失；又強調有意保留大宅內的中式花園，泳池及塔樓。林鄭月娥證實政府與業主的談判在2012年2月中止，當局曾提出多項保育方案，包括保育大宅外牆，但都被業主拒絕，須交由行政長官會同行政會議作出最終決定，但坦言不表樂觀。
2012年12月4日，行政長官會同行政會議指示古物事務監督不得宣布何東花園為法定古蹟。發展局局長陳茂波解釋，當局曾提出以地換地及收購業權等方案，提出以30億元收購及保育何東花園，但業主方面提出的索償金額高達70億元，又表明不會開放予公眾參觀，故政府認為動用數以十億計的公帑保育歷史建築，並不能得到社會認同。當局仍與業主磋商最大程度的保育，並考慮透過錄像、攝影及三維激光掃描等方案作記錄，而何東花園的保育失敗案例，亦促使政府檢討保育私人歷史建築的政策。大宅最後於2014年12月拆除。
2015年1月21日，據土地註冊處資料顯示，何勉君(HO MIN KWAN)以51億元出售山頂何東花園給SEASON GLITTER LIMITED，折合每平方呎樓面地價逾82000元，惟新買家以公司名義買入，需要付買家印花稅(BSD)及雙倍印花稅(DSD)共23.5%，合共11.985億元，若地價連同稅項計入成本，買家總成本63億元，每方呎樓面地價10.1萬元。